# Challes-les-Eaux
Challes-les-Eaux is een gemeente in het Franse departement Savoie (regio Auvergne-Rhône-Alpes). De plaats maakt deel uit van het arrondissement Chambéry. Challes-les-Eaux telde op 1 januari 2022 5.626 inwoners.

## Geografie
De oppervlakte van Challes-les-Eaux bedroeg op 1 januari 2022 5,65 vierkante kilometer; de bevolkingsdichtheid was toen 995,8 inwoners per km².

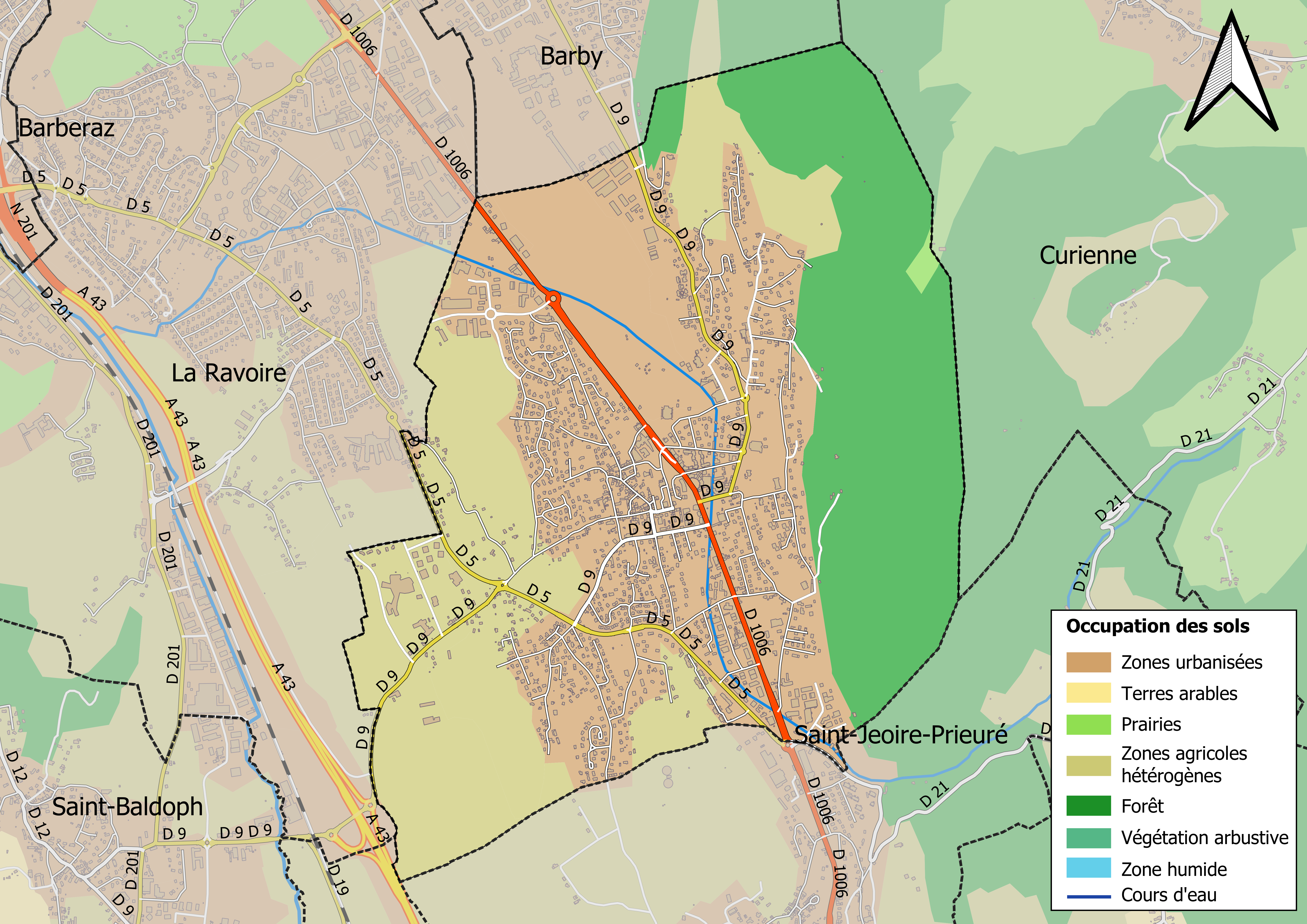
Kaart van de gemeente met de belangrijkste infrastructuur, bodemgebruik en omliggende gemeenten

## Demografie
Onderstaande figuur toont het verloop van het inwonertal (bron: INSEE-tellingen).

## Afbeeldingen

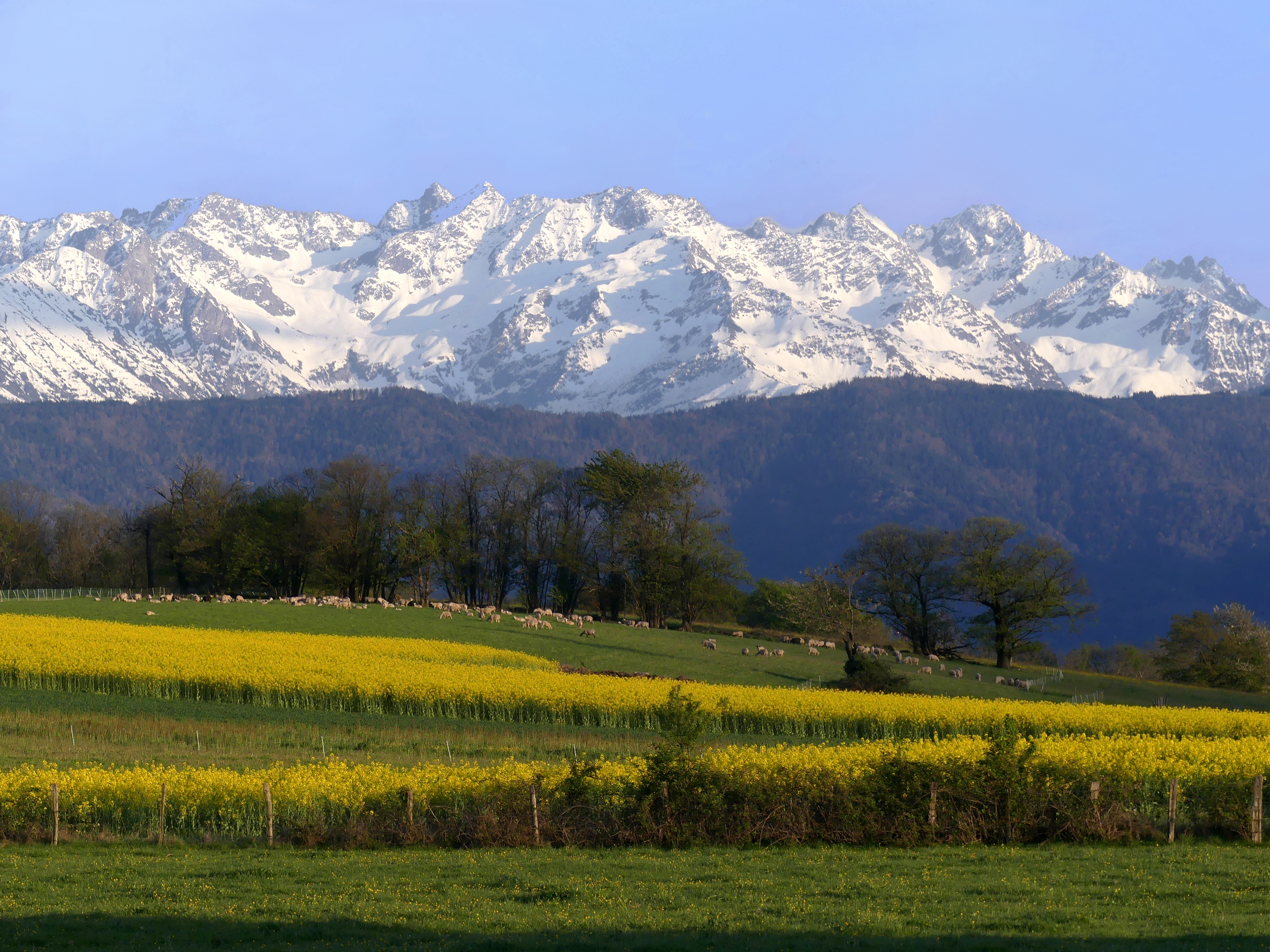
Landschap bij Challes-les-Eaux
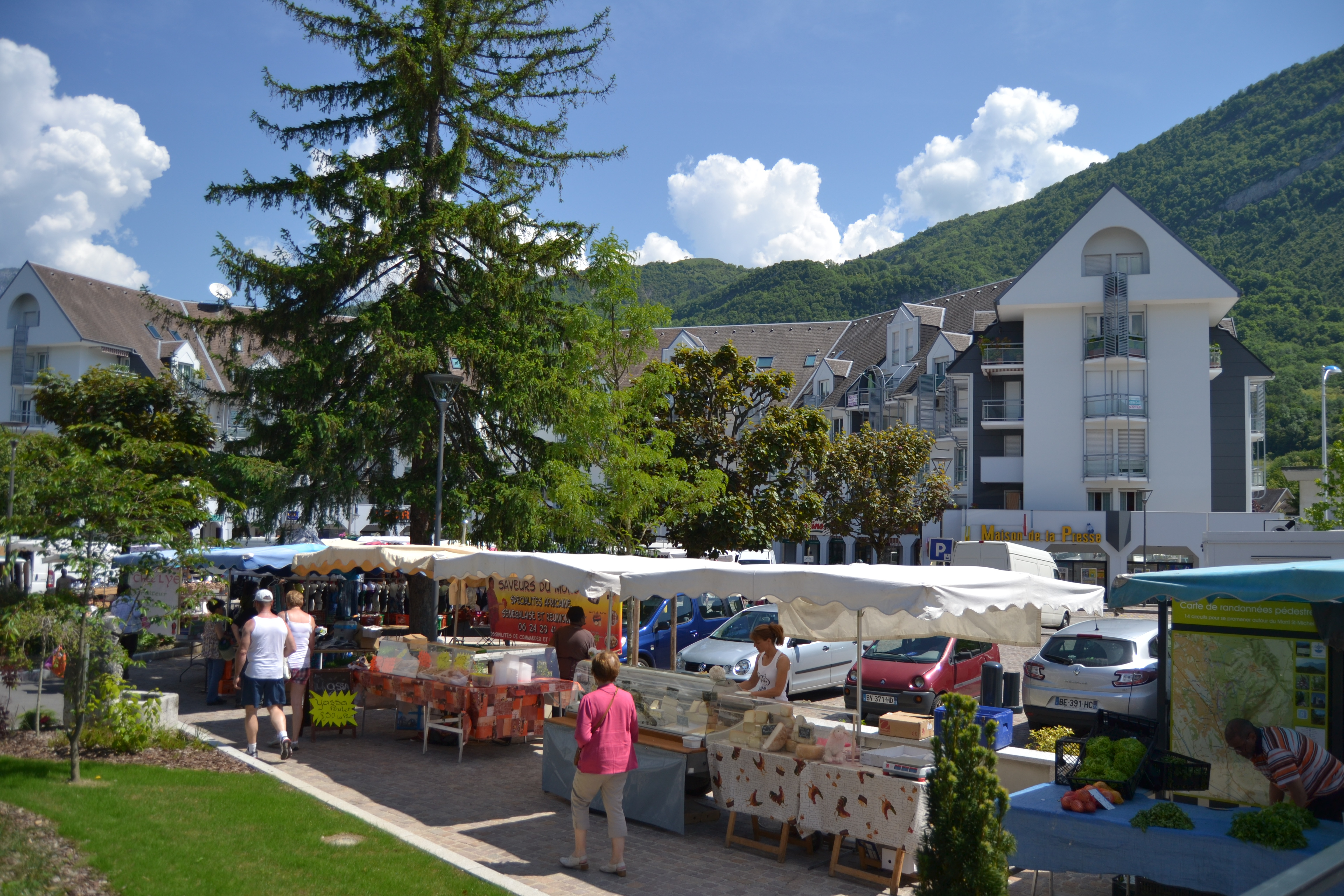
Markt